# C'est la trentième saison !
C'est la trentième saison ! (France) ou La 30e saison est venue ce soir (Québec) ('Tis the 30th Season) est un épisode de la série télévisée d'animation Les Simpson. Il s'agit du dixième épisode de la trentième saison et du 649e de la série.

## Synopsis
Juste après le repas de Thanksgiving, Bart et Lisa pensent à Noël et soumettent leur liste de cadeaux réduite à un objet à leurs parents : une télévision connectée 9K. Mais celle-ci est beaucoup trop chère, Marge a l'idée en regardant une publicité de l'acheter lors du Black Friday. Elle va le soir faire la queue devant le magasin en attendant qu'Homer prenne la relève au milieu de la nuit. Elle prend en pitié le pauvre Gil frigorifié qui ne peut acheter un cadeau à sa petite fille qu'à cette occasion, mais une fois à l'intérieur il se fait piétiner par les autres clients déchaînés. Elle décide de lui venir en aide pour qu'il attrape son cadeau, mais à la seconde près il n'y a plus de téléviseurs en rayon. Elle se sent coupable d'avoir déçu ses enfants et essaye de tout faire pour réussir quand même ce Noël, jusqu'à l'épuisement. Homer demande aux enfants de penser à leur mère en premier et pour la remercier du mal qu'elle se donne, ils ont l'idée de l'emmener en voyage en Floride. Mais l'hôtel magnifique réservé sur internet n'a rien à voir avec la réalité et se révèle être un hôtel miteux avec une chambre commune minuscule. Homer et les enfants décident de faire bonne figure pour remonter le moral de Marge et passer néanmoins une bonne fête.

## Réception
Lors de sa première diffusion, l'épisode a attiré 7,53 millions de téléspectateurs.
L'épisode est noté 12.33 sur le site The Simpsons Park, basé sur 8 critiques, cela en fait le  458ème épisode sur 646 ayant obtenu la meilleure note du site web.